# 毛志
毛志（1437年—？），字尚忠，河南開封府陽武縣人，明朝政治人物。同進士出身。

## 生平
天順三年（1459年）己卯科河南鄉試第五名。天順八年（1464年）甲申科會試第一百二十五名，殿試登進士第三甲第一百零九名。

## 家族
曾祖父毛麟。祖父毛冲。父亲毛政。